# Лудвиг Млади фон Анхалт-Кьотен
Лудвиг Млади фон Анхалт-Кьотен (на немски: Ludwig der Jüngere von Anhalt-Köthen * 9 октомври 1607 в Кьотен, † 15 март 1624 също там) от династията Аскани е наследствен принц на Анхалт-Кьотен, умрял на 16 години.
Той е първият син на княз Лудвиг I фон Анхалт-Кьотен (1579–1650) и първата му съпруга графиня Амоена Амалия фон Бентхайм-Текленбург и Щайнфурт (1586–1625), дъщеря на граф Арнолд II фон Бентхайм-Текленбург. Той е много талантлив. На десет години баща му го приема в литературното общество Fruchtbringende Gesellschaft (основано на 24 август 1617 г.).
Лудвиг Млади умира на 16 години на 15 март 1624 г. и е погребан в княжеската гробница в църквата Св. Якоб в Кьотен. Полубрат му Вилхелм Лудвиг (1638–1665) става наследствен принц на Анхалт-Кьотен.